# John Watkins (Psychologe)
John Goodrich Watkins (* 17. März 1913 in Salmon, (Idaho); † 12. Januar 2012 in Longmont (Colorado)) war ein US-amerikanischer Psychologe und wurde vor allem durch seine Forschungen und Methoden im Bereich der Hypnose und der Hypnotherapie bekannt.
Watkins studierte an der University of Idaho und erhielt seinen Ph.D.-Grad an der Columbia University. Den Großteil seiner Lehrtätigkeit verbrachte er an der Universität Montana (USA), wo er auch als Emeritus noch lange Vorlesungen hielt.
Zusammen mit seiner Frau Helen Watkins (1921–2002) entwickelte er die Ego-State-Therapie, welche bei der Suche nach den Ursachen psychischer Störungen weniger eine Gesprächstherapie verfolgt, sondern eher die Persönlichkeit der Betroffenen analysiert.

## Schriften
- The therapeutic self : developing resonance--key to effective relationships, New York : Human Sciences Press, 1978, ISBN 0877053065
- Emotional resonance : the story of world-acclaimed psychotherapist Helen Watkins, Boulder : Sentient Publications, 2005, ISBN 1591810426
- Ego states : theory and therapy, New York : W.W. Norton, 2007, ISBN 0393702596
- Advanced hypnotherapy : hypnodynamic techniques,  New York : Routledge, 2008, ISBN 0415956277